# توم ديفيز (لاعب كرة قدم)
توم ديفيز (بالإنجليزية: Tom Davies)‏ (18 أبريل 1992 في المملكة المتحدة - ) هو لاعب كرة قدم بريطاني في مركز الهجوم. لعب مع نادي أكرينغتون ستانلي ونادي ساوثبورت ونادي اتحاد مانشستر وAlfreton Town F.C. ‏ ولينكولن سيتي أف سي وفليتوود تاون وTeam Northumbria F.C. ‏.

## وصلات خارجية
- توم ديفيز على موقع قاعدة بيانات كرة القدم.إي يو (الإنجليزية)
- توم ديفيز على موقع Soccerbase.com (لاعب) (الإنجليزية)
- توم ديفيز على موقع Soccerway.com (الإنجليزية)